# ليو ميكيلين

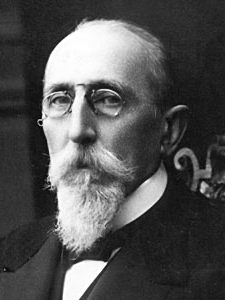
Leo Mechelin 1839-1914

ليو ميكيلين (Leo Mechelin؛ هامينا، 24 نوفمبر 1839 - هلسنكي، 26 يناير 1914) بروفيسور و رجل دولة و عضو مجلس شيوخ و مصلح ليبرالي فنلندي . مدافع رائد عن حكم دوقية فنلندا الكبرى الذاتي و عن حقوق المرأة والأقليات ، جعلت حكومة ميكيلين 1905-1908 فنلندا أول بلد في العالم يمنح الجميع حق التصويت و الانتخاب. كما شهدت الفترة التي قضاها في منصبه تقدماً بحرية التعبير والصحافة والتجمع.
أسس حزب فنلندا الليبرالي (1880-1885) و كتب في برنامجه ، أسس شركة نوكيا (1871) مع فريدريك إيدستام ، كان أول رئيس لمجلس مدينة هلسنكي (1875-1876 و 1892-1899) و خبير دولي محترم بالعلوم السياسية وعضو في حركة السلام.
قاد ميكيلين المقاومة السلبية في فنلندا خلال الفترة الأولى من القمع (1899-1905) إلى و حتى بعد نفيه (1903) ، اضطر المسؤولون للسماح له بالعودة بوصفه عضواً في البرلمان (1904) ، رحب بعودته حشد محتفل من 10000 شخص. في اجتماع سري لكاغآلي ، كتب ميكيلين عريضة ضد تجنيد الفنلنديين بالجيش الروسي ، والتي جمعت ما يقرب من 500000 توقيعاً. أخيرا تمكنت ائتلافه من وضع حد للتجنيد من خلال المقاطعة.